# U Centauri
U Centauri är en pulserande variabel av Mira Ceti-typ (M) i stjärnbilden Kentauren. 
Stjärnan har en visuell magnitud som varierar mellan +7 och 14 med en period av 220,28 dygn.